# Đức Lập, Tây Ninh
Đức Lập là một xã thuộc tỉnh Tây Ninh, Việt Nam.

## Địa lý
Xã Đức Lập có vị trí địa lý:
- Phía đông giáp xã Củ Chi và xã Xuân Thới Sơn thuộc Thành phố Hồ Chí Minh
- Phía tây giáp xã Hậu Nghĩa và xã Hòa Khánh.
- Phía nam giáp xã Mỹ Hạnh.
- Phía bắc giáp xã Tân An Hội thuộc Thành phố Hồ Chí Minh.

Xã Đức Lập có diện tích tự nhiên là 59,41 km², quy mô dân số năm 2025 là 31.722 người.

## Lịch sử

### Năm 1975
- Sau ngày 30 tháng 4 năm 1975, các xã Đức Hòa, Đức Lập và Mỹ Hạnh thuộc huyện Đức Hòa, tỉnh Long An.

### Năm 1979
- Ngày 24 tháng 3 năm 1979, Hội đồng Chính phủ ban hành Quyết định số 142-CP về việc điều chỉnh địa giới một số xã và thị trấn thuộc tỉnh Long An[4]:

1. Chia xã Đức Hòa thành ba xã lấy tên là xã Đức Hòa Thượng, xã Đức Hòa Hạ và xã Đức Hòa Đông.
2. Chia xã Mỹ Hạnh thành hai xã lấy tên là xã Mỹ Hạnh Bắc và xã Mỹ Hạnh Nam.
3. Chia xã Đức Lập thành hai xã lấy tên là xã Đức Lập Thượng và xã Đức Lập Hạ.

### Năm 2025
- Ngày 12 tháng 6 năm 2025, Quốc hội khóa XV ban hành Nghị quyết số 202/2025/QH15 về việc sắp xếp đơn vị hành chính cấp tỉnh[5]. Theo đó, sắp xếp toàn bộ diện tích tự nhiên, quy mô dân số của tỉnh Long An và tỉnh Tây Ninh thành tỉnh mới có tên gọi là tỉnh Tây Ninh.

- Ngày 16 tháng 6 năm 2025, Ủy ban Thường vụ Quốc hội khóa XV ban hành Nghị quyết số 1682/NQ-UBTVQH15 về việc sắp xếp các đơn vị hành chính cấp xã của tỉnh Tây Ninh năm 2025[6]. Theo đó, sắp xếp toàn bộ diện tích tự nhiên, quy mô dân số của xã Đức Lập Hạ, xã Mỹ Hạnh Bắc và một phần diện tích tự nhiên, quy mô dân số của xã Đức Hòa Thượng [huyện Đức Hòa] thành xã mới có tên gọi là xã Đức Lập.